# Stefan Dubrawski
Stefan Dubrawski (ur. 1925 w Kołomyi, zm. w 2000) – pułkownik Sił Zbrojnych Polskiej Rzeczypospolitej Ludowej, dowódca 3 Brygady Radiotechnicznej (1974–1978).

## Życiorys
Podczas II wojny światowej był więziony w obozie koncentracyjnym za przynależność do organizacji harcerskiej. Do ludowego Wojska Polskiego wstąpił ochotniczo w 1944 r. Służył w szkolnym batalionie 2. zapasowego pułku łączności. W 1945 r. ukończył Oficerską Szkołę Łączności i pozostał w niej do 1948 r. jako dowódca plutonu, a następnie dowódca kompanii szkolnej. W 1950 r. został dowódcą 31. batalionu obserwacyjno-meldunkowego. W latach 1955–1956 był dowódcą 22. samodzielnego pułku obserwacyjno-meldunkowego. Następnie odbył kurs dowódców i szefów sztabów jednostek radiotechnicznych w Akademii Obrony Przeciwlotniczej w Kalininie.
W latach 1958–1962 był zastępcą szefa sztabu 3. Korpusu Obrony Przeciwlotniczej Obszaru Kraju ds. dowodzenia i radiolokacji. W 1963 został zastępcą szefa sztabu 3 Korpusu OPK. W latach 1964–1969 był szefem Wojsk Radiotechnicznych w 3 Korpusie OPK, a w latach 1969–1974 – szefem Oddziału Wojsk Radiotechnicznych w Dowództwie 3 Korpusu OPK. W 1974 był dowódcą grupy organizacyjnej brygady, a następnie został dowódcą 3 Brygady Radiotechnicznej, którą organizował od podstaw. Dowodzona przez niego brygada liczyła około 3200 żołnierzy.
W 1978 r. został zwolniony z zawodowej służby wojskowej i przeniesiony w stan spoczynku.
Za osiąganie bardzo dobrych wyników w szkoleniu bojowym pod jego dowództwem, brygada w 1975 r. została wyróżniona przez Ministra Obrony Narodowej.

## Wybrane odznaczenia
- Krzyż Kawalerski Orderu Odrodzenia Polski
- Złoty Krzyż Zasługi
- Złoty Medal „Siły Zbrojne w Służbie Ojczyzny”
- Złoty Medal „Za zasługi dla obronności kraju”
- Order Wojny Ojczyźnianej II stopnia (ZSRR)[1]